# Перша Бастилія
«Перша Бастилія» — радянський художній фільм 1965 року режисера Михайла Єршова за сценарієм Юрія Яковлєва, знятий на студії «Ленфільм».

## Сюжет
Про початок революційної діяльності В. І. Леніна під час його навчання в Казанському університеті: при організації ним 4 грудня 1887 року першої сходки-демонстрації студентів Актовий зал університету стає для нього «маленькою Бастилією», яку треба взяти.

## У ролях
- Валерій Головненков —  Володимир Ульянов
- Єлизавета Солодова —  Марія Ульянова
- Євген Матвєєв —  Потапов
- Сергій Бєляцький —  Стариков
- Ніна Сікорська —  Даша
- Олександр Гюльцен —  Крємлєв
- Людмила Суздальська —  Оля Ульянова
- Володимир Садовников —  Дмитро Ульянов
- Олена Єгорова —  Маняша Ульянова
- Микола Муравйов —  Омелян
- Павло Первушин — епізод
- Олександр Пронін — епізод
- Сергій Карнович-Валуа — епізод
- Віктор Костецький — епізод
- Ігор Добряков — епізод
- Рудольф Фурманов — епізод
- Зінаїда Карпова — епізод

## Знімальна група
- Режисер — Михайло Єршов
- Сценарист — Юрій Яковлєв
- Оператори — Дмитро Долинін, Олександр Чечулін
- Композитор — Веніамін Баснер
- Художник — Олексій Федотов